# Kulturhistoriska bokförlaget
Kulturhistoriska bokförlaget är ett svenskt bokförlag med inriktning på kulturhistorisk utgivning. Förlaget ingår i Informationsförlagsgruppen i Stockholm och har varit verksamt sedan 2003. Exempel på förlagets utgivning är Dolda innovationer – textila produkter och ny teknik under 1800-talet av Klas Nyberg, Lidingöhistorier av Jan Malmstedt, Klanger från fyra sekler resp. Orgelliv om orglarna I Strängnäs och Stockholms stift samt Skånsk allmogekonst av Per-Axel Hylta. Helt nyutgivet är Från kläde till silkesflor – Textilprover från 1700-talets svenska fabriker av Elisabet Stavenow-Hidemark och Klas Nyberg.